# Archieparchia Baalbek
Archieparchia Baalbek (łac. Heliopolitanus Graecorum Melkitarum) – eparchia Kościoła melchickiego we wschodnim Libanie, podległa bezpośrednio melchickiemu patriarsze Antiochii. Została ustanowiona w 1701 jako eparchia, od 18 listopada 1964 posiada status archieparchii.

## Główne świątynie
- Archikatedra: Archikatedra św. Barbary w Baalbeku

## Zwierzchnicy (archi)eparchii

### Eparchowie
- Macarios de Baniyas (objął urząd w 1724)
- Philippe Qussayr BC (1761–1777)
- Clément Moutran (1810–1827)
- Etienne Ubayd (1827–1850)
- Mélèce Fendé (1851–1869)
- Basilio Nasser (1869–1885)
- Germanos Mouakkad (1886–1894)
- Agapitos Malouf BC (1896–1922)
- Melèce Abou Assaly (1922–1937)
- Joseph Malouf SMSP (1937–1964)

### Archieparchowie
- Joseph Malouf SMSP (1964–1968)
- Elias Zoghbi (1968–1988)
- Cyrille Salim Bustros (1988–2004)
- Elias Rahal (2004–2025)
- Makhoul Farha (nominat)